# Zweite Schlacht bei Stockach
Ostrach – Feldkirch – Stockach I – Verona – Magnano – Cassano d’Adda – Bassignana – Frauenfeld – Winterthur – Zürich I – Trebbia – Mantua – Novi – Döttingen - Vlieter – Bergen – Gotthardpass – Teufelsbrücke – Dietikon – Zürich II – Linth – Muotatal – Näfels – Egmont – Castricum - Genola – Wiesloch – Genua – Rheinklingen – Engen – Stockach II –  Meßkirch – Biberach II – Montebello – Marengo – Höchstädt – Oberhausen – Brión – Hohenlinden – Walserfeld – Pozzolo – Kopenhagen – Algeciras I – Algeciras II

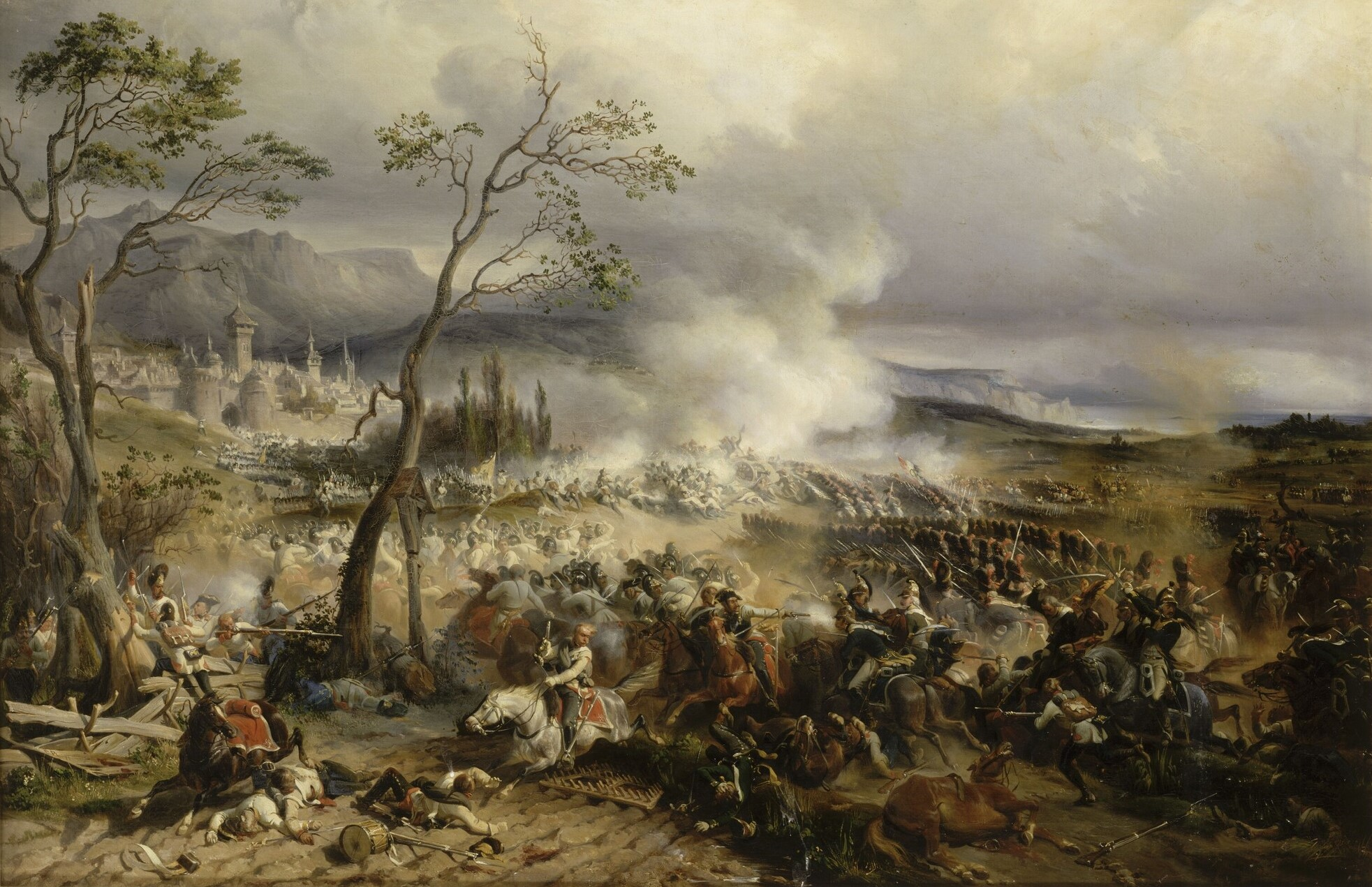
Zweite Schlacht bei Stockach, Gemälde von Félix Philippoteaux 1838

Die Zweite Schlacht bei Stockach fand am 3. Mai 1800 in und um Stockach statt, zwischen der von Lecourbe befehligten französischen Armee und der österreichischen Armee unter dem Befehl des Prinzen von Lothringen-Vaudémont. Sie endete mit einem französischen Sieg.

## Vorgeschichte
Zwischen dem 25. April und dem 1. Mai 1800 überquerte die von Moreau befehligte etwa 120.000 Mann starke französische Armee den Rhein, um sich zwischen Donau und Bodensee zur Schlacht aufzustellen. Ihr gegenüber befand sich die von Paul Kray befehligte österreichische Armee, welche die Franzosen bei Engen erwartete. Der rechte über Singen und Hohentwiel vorgehende Flügel Moreaus unter General Lecourbe umfasste 31 Bataillone und 23 Schwadronen mit etwa 28.000 Mann:
- Division Vandamme mit 9630 Mann und 540 Reitern
- Division Montrichard mit 6990 Mann
- Division Lorge mit 8200 Mann und 460 Reitern
- Division Nansouty mit 1500 Mann und 1280 Reitern

## Schlachtverlauf
Während Moreau bei Engen kämpfte, überraschte Lecourbe morgens um 7 Uhr den linken Flügel der von Vaudémont befehligten Österreicher, als dieser zu Kray aufschließen wollte. Die Kavallerie des Generals Nansouty traf zuerst auf die Vorposten des Prinzen Vaudémont bei Steißlingen und warf sie bis vor Stockach zurück. Lecourbe ließ die Division Montrichard direkt auf Stockach vorgehen, die Division Vandamme deckte rechts und die Division Lorge den linken Flügel. Vaudémonts Truppen wurden auf der Linie Steißlingen–Wahlwies–Bodman gleichzeitig angegriffen, niedergeworfen und von der Reiterei Nansoutys verfolgt. Als die französische 84. Halbbrigade dem Gegner in den Rücken fiel, artete der österreichische Rückzug in Flucht aus.

## Ausgang
Von allen Seiten angegriffen und von Krays Armee getrennt, ordnete Vaudémont den Rückzug nach Meßkirch an. Er ließ zwischen 3000 und 4000 Gefangene zurück, mehrere Kanonen und beträchtliche Vorräte, die in die Hände der Franzosen fielen.